# Pavel Kysilka
Pavel Kysilka (* 5. září 1958 Boskovice) je český ekonom, manažer, filantrop a mecenáš. Byl výkonným viceguvernérem České národní banky, prezidentem České společnosti ekonomické, V letech 2011 až 2015 byl generálním ředitelem České spořitelny, v letech 2020 až 2022 byl členem a místopředsedou Rady České televize.  Je prezidentem a předsedou správní rady festivalu Smetanova Litomyšl, spoluzakladatelem Nadace pro rozvoj České filharmonie, předsedou rady Českého spolku pro komorní hudbu, místopředsedou rady Filharmonie Brno, zakladatelem sklářské Galerie na milovské huti. 

## Život
Mládí a studium
Narodil se 5. září 1958 v Boskovicích jako nejmladší ze tří sourozenců v rodině ředitele speciální internátní školy, sbormistra smíšeného sboru Janáček Boskovice a dlouholetého člena Pěveckého sdružení moravských učitelů Františka Kysilky a speciální pedagožky Ludmily Kysilkové. 
V Boskovicích absolvoval gymnázium, oba semestry Lidové školy umění v oboru housle a orchestrální hry a působil jako houslista v boskovickém symfonickém orchestru. Absolvoval studium národohospodářské fakulty Vysoké školy ekonomické (1997 - 81), tématem diplomové práce byly ropné šoky sedmdesátých let a jejich dopad na světové ceny energií a surovin. Vedle toho působil v hudebním duu s  kytaristou Janem Turkem, které se věnovalo vlastní multižánrové tvorbě a získalo několik ocenění a vítězství v pražských soutěžích. Po absolvování základní vojenské služby nastoupil na národohospodářské fakultě ke studiu aspirantury a působil zde jako odborný asistent. 
Ekonomický ústav a téma ekonomické reformy
V roce 1984 nastoupil na doporučení vedoucího katedry Václava Rendla do Ekonomického ústavu ČSAV, kde se věnoval tématu ekonomických reforem a transformace. Byl členem neformální skupiny reformních ekonomů Ekonomického ústavu, Prognostického ústavu a nezávislých ekonomů, kteří pořádali pravidelné ekonomické diskuse a bytové semináře (Josef Zieleniec, Tomáš Ježek, Rita Klímová, Václav Klaus, Dušan Tříska, Karel Kříž, Jiří Jonáš, Livie Klausová, Luboš Řežábek, Lubomír Mlčoch, Karel Kouba, Alena Zemplinerová a další).  
Ve svých publikacích dokládal principiální nereformovatelnost ekonomiky danou ideologickými a politickými mantinely, a argumentoval, že ekonomická prosperita a efektivita jsou neoddělitelně spojeny s tržní ekonomikou a soukromým vlastnictvím. 
Byl autorem druhé kapitoly studie Československo na rozcestí, na níž pracoval tým pod vedením Josefa Zieleniece mezi lety 1987-89. Šlo o první publikaci formulující principy ekonomické transformace k tržnímu a soukromovlastnickému modelu. Přesto, že šlo o předlistopadovou studii, kdy zpochybňování státního vlastnictví a plánování bylo nepřípustné, v závěru kapitoly “Reformy: záchrana, nebo past?” formuloval tézi, že “státní vlastnictví v jakékoliv podobě bytostně spojené s centrálním řízením, je pravou příčinou našeho ekonomického postavení - a nebude-li tato příčina odstraněna, pak i krizových perspektiv”. 
V podobném duchu spolu s ekonomy a kolegy z Ekonomického ústavu Karlem Křížem a Jaroslavem Horákem kritizoval parazitní povahu socialismu: ” Žijeme na úkor minulosti, neboť zneužíváme, co vytvořily generace před námi, žijeme na úkor budoucnost - devastujeme potomkům životní prostředí a plýtváme surovinami”. Tento rozhovor se svým komentářem přetiskl Pavel Tigrid ve svém exilovém magazínu Svědectví.
Spolu s několika dalšími kolegy podepsal v únoru roku 1989 petici za propuštění Václava Havla a v létě téhož roku Několik vět. 
Ekonomická transformace 1990 - 91
Po listopadu 1990 dostal nabídku stát se členem širšího transformačního týmu, který v Československu připravoval a realizoval ekonomickou transformaci. Stal se poradcem ministra pro hospodářskou politiku a rozvoj Karla Dyby. Zúčastňoval se jednání Finanční rady ČSFR vedené federálním ministrem financí Václavem Klausem za účasti ekonomických ministrů a poradců federace a obou republik, na níž se diskutovala a přijímala zásadní transformační opatření. Kromě toho vedl projekt zavedení systému podpory malého a středního podnikání v ČR a založení Českomoravské záruční a rozvojové banky (dnešní Národní rozvojová banka), projekt integrace a transformace ekonomických ministerstev ČR, přípravu dálničního spojení s Německem (ve spolupráci s bavorským ministerstvem) a možného státoprávního uspořádání v rámci Československa. Na konci roku 1991 po přijetí nového zákona o Statní bance dostal nabídku řídit v pozici zástupce viceguvernéra ústředí pro Českou republiku Státní banky Československé, kterou přijal. 
Česká národní banka. Odluka a zavedení české koruny. Blbá nálada.
Na začátku roku 1992 byl prezidentem Václavem Havlem jmenován členem bankovní rady Státní banky Československé a řídil české ústředí SBČS. Na základě výsledků státoprávních jednání mezi českou a slovenskou politickou reprezentací byl v polovině roku 1992 pověřen přípravou a případnou realizací měnové odluky od Slovenska a zavedením české koruny. Vedl přípravu zákona o měnové odluce, přípravu jejího scénáře a řídil organizační štáb pro odluku a zavedení české koruny (zástupci ministerstev financí, vnitra, obrany, policie, Útvaru rychlého nasazení, armády, České spořitelny, Komerční banky, České pošty a zhruba 40 000 pracovníků výkonných týmů těchto institucí ). 
Po úspěšné realizaci projektu měnové odluky a zavedení české koruny v únoru 1993, který řídil, byl prezidentem Václavem Havlem jmenován viceguvernérem České národní banky. V letech 1994 -97 byl přizván do role externího experta Mezinárodního měnového fondu a stal se poradcem vlád a centrálních bank Gruzie, Moldávie, Turkmenistánu, Uzbekistánu a Tádžikistánu pro odluku od rublové zóny a zavedení národních měn. 
Byl opakovaně zvolen prezidentem České společnosti ekonomické.
V roce 1994 jej Pavel Tigrid z pozice ministra kultury jmenoval členem (místopředsedou) Rady Národního divadla, kde působil až do jejího zrušení Zemanovou vládou v roce 1999. 
Působil i jako prezident Klubu Formule 1 v České republice. 
V roce 1998 se stal výkonným guvernérem České národní banky. Pod jeho vedením přešla ČNB na novou strategii inflačního cílení, která je určujícím modelem měnové politiky ČNB dodnes.
V letech 1993 - 98 byl součástí diskusního týmu, tzv. “staré party” prezidenta Havla, který byl složený převážně z havlových přátel z řad a z období disentu a scházel se ve vile Amálie v Lánech. Při jednom z těchto setkání v roce 1996 odpověděl na prezidentovu otázku, zda v ČR probíhá společenská a ekonomické krize výrokem, že to, co prožíváme, není krize, pouze “blbá nálada”. Václav Havel tento výrok zpopularizoval, a stal se dodnes citovanou a frekventovanou floskulí. 
Erste a České spořitelna
Po vypršení zákonného šestiletého mandátu člena bankovní rady v roce 1999 nastoupil do Erste banky (ČR). Po privatizaci České spořitelny mateřskou bankou Erste Rakousko (rok 2000) nastoupil do vedení České spořitelny jako hlavní ekonom a od roku 2004 jako člen představenstva a zástupce generálního ředitele. V roce 2011 se stal generálním ředitelem České spořitelny a předsedou představenstva (do r. 2015). V této pozici byl jeho podřízeným bývalý policista a zakladatel ÚOOZ Zdeněk Macháček.
V letech 2011, 2012 a 2013 byl opakovaně zvolen bankéřem roku České republiky. 
V roce 2004 byl americkou vládou přizván k misi americké armády v Iráku jako poradce prozatímní irácké vlády pro transformaci ekonomiky a finančního sektoru. 
Předpověď světové finanční a ekonomické krize
V květnu v roce 2007 předpověděl v obsáhlém článku “Rizikem se mohou stát nízké úrokové sazby” finanční a ekonomickou krizi, která skutečně vypukla o rok později. Vedle Petera Schiffa tak byl jedním z ekonomů, kteří varovali před ekonomickou poruchou, a často opakované výtky vůči ekonomům, že před krizí nevarovali, jsou tak neoprávněné. Jeho článek dokonce končí větou: “Kritika by mohla potkat i ekonomy a odborníky, že zavčas nevyslali varování”.  
6D Academy a další působnost
Po sedmnáctiletém působení ve  skupině Erste/Česká spořitelna založil spolu s Petrem Benešem poradenskou platformu 6D (rok 2016), která se věnovala strategickému poradenství pro tuzemské a nadnárodní firmy v epoše digitální revoluce.  
V roce 2017 byl přizván do TED Talks, kde zazněla jeho přednáška “Bohatství digitální revoluce”. V ní dokládá, že každý majitel internetu na planetě včetně dětí, pokud vlastní chytrý telefon, je v termínech předdigitální doby dolarovým milionářem, neboť konzumuje hodnoty, za které jsme v epoše před internetem platili značné sumy, pokud existovaly, nebo bychom platili astronomické sumy, když bychom si chtěli pořídit alespoň přibližné substituty dnešních digitálních služeb a aplikací. Demonetizace digitálního světa nám tyto služby zprostředkovává bezplatně a ekonomicky se jedná o barter: směňujeme digitální služby za naše osobní data. To popírá tradované klišé, že se ve společnosti rozevírají majetkové a příjmové nůžky. Pokud bychom nacenili digitální služby, které konzumujeme zdarma, možná bychom zjistili opak.  
Působil jako předseda dozorčích rad České exportní banky, Českých drah, Czech Aviation Training Centre a člen dozorčí rady Českomoravské záruční a rozvojové banky. 
Jako nominant Svazu průmyslu a dopravy ČR byl zvolen  Poslaneckou sněmovnou Parlamentu ČR členem Rady České televize a stal se jejím místopředsedou. Členství se z kapacitních důvodů vzdal na konci roku 2022. 
V roce 2021 byl zvolen předsedou Národní investiční rady při Národním investičním fondu. 
Byl členem správní rady Česko - izraelské  smíšené komory. 
Je členem dozorčí rady Dobrého anděla.
Publikuje k tématu ekonomické politiky. Dlouhodobě kritizuje české vlády za podvazování ekonomického potenciálu a prosperity. Za “tři chronické jedy” české ekonomiky označuje 1. “úřednický stát” se zhoubným dopadem na přeregulovanost podnikání a práce, na výdaje státního rozpočtu a “vyluxovaný” trh práce; 2. dotace podnikatelskému sektoru, které nazývá “proklatým darem” způsobujícím tržní distorze, morální erozi a rozpočtové výdaje; 3. ideologii “klimatické katastrofy” ústící v opatření typu Green Dealu, která jsou příčinou chronické energetické krize a z ní plynoucí inflace, deindustrializace a chudnutí společnosti. Jde podle něj o plíživý návrat k socialistické ekonomice s její nevýkonností a neefektivitou; dirigismus státního plánu je pouze nahrazen dirigismem regulačních paragrafů a dotací; náhražkou bývalé Státní plánovací komise pak je byrokracie národních ministerstev a Evropské komise. Nevyhnutelným důsledkem bude a už je nikoliv jednorázová hluboká krize jako v roce 2008, ale dlouhý řetěz krizí se zvyšující se frekvencí a hloubkou. 
Aktivity na hudebním poli
Je předsedou správní rady a prezidentem festivalu Smetanova Litomyšl, předsedou Českého spolku pro komorní hudbu, místopředsedou Rady Filharmonie Brno. V roce 2023 se stal jedním ze tří zakladatelů Nadace pro rozvoj České filharmonie. Byl členem správní rady Bohemian Heritage Fund.
Galerie Na milovské huti
Je zakladatelem Galerie Na milovské huti, muzea, které prezentuje příběh horáckých skláren, české sklářské historie a vytvořila, spravuje a zpřístupňuje sbírku 1.000 českých sklářských exponátů pěti století a vlastní filmový dokument o historii milovské hutě a dalších 20 skláren horáckého mikroregionu.  Je prvním muzeem v ČR, které nabízí jako průvodce umělou inteligenci. 